# Saipem
Saipem S. p.A. (Società Anonima Italiana Perforazioni E Montaggi) là một nhà thầu dầu khí của Ý. Đây là chi nhánh của công ty năng lượng Eni,công ty sở hữu khoảng 30% cổ phần của Saipem.Saipem đã được ký hợp đồng thiết kế và xây dựng một số đường ống, bao gồm Blue Stream,Greenstream, Nord Stream và South Stream.

## Lịch sử
Saipem được thành lập vào năm 1957 với tư cách là nhà cung cấp dịch vụ cho nhóm Eni thông qua việc sáp nhập Snam Montaggi và một nhà thầu khoan SAIP. Vào năm 1960 nó bắt đầu cung cấp các dịch vụ bên ngoài tập đoàn Eni,và năm 1969 nó bắt đầu hoạt động tự trị. Ban đầu, Saipem chuyên về đường ống dẫn dầu, xây dựng nhà máy và khoan. Vào đầu những năm 1960, nó mở rộng sang hoạt động ngoài khơi. Các hoạt động ngoài khơi bắt đầu ở Địa Trung Hải và được mở rộng ra Biển Bắc vào năm 1972.
Từ năm 1984, Saipem được niêm yết tại Sở Giao dịch Chứng khoán Milan. Năm 2001, Saipem đã bắt đầu một số vụ mua lại, lên đến đỉnh điểm là việc mua lại Bouygues Offshore s.a. Trong năm 2002. Đáp ứng xu hướng ngành công nghiệp gần đây đối với các dự án EPC và EPCI trên biển lớn, bao gồm các dự án liên quan đến việc kiếm tiền từ khí đốt, khai thác dầu khô (dầu nặng, cát dầu...) và để tăng cường vị thế ở Trung Đông Và cơ sở khách hàng của công ty dầu quốc gia, trong năm 2006 Saipem mua lại và trong năm 2008 đã kết hợp Snamprogetti.
Saipem là một trong những nhà thầu chìa khóa trao tay lớn nhất trong ngành dầu khí, sở hữu hơn 50 tàu, hoạt động trong tất cả các khía cạnh của hoạt động xây dựng và dịch vụ ngoài khơi bao gồm khoan và đúc.Công ty có một số hợp đồng cao cấp và làm việc với hầu hết các NOC chính bao gồm Saudi Aramco, ADNOC và Sonatrach.